# Хмелево (Вологодская область)
Хмелево — деревня в Устюженском районе Вологодской области.
Входит в состав Никольского сельского поселения (с 1 января 2006 года по 9 апреля 2009 года входила в Дубровское сельское поселение), с точки зрения административно-территориального деления — в Дубровский сельсовет.
Расстояние до районного центра Устюжны по автодороге — 49 км, до центра муниципального образования деревни Никола по прямой — 10 км. Ближайшие населённые пункты — Городок, Кривцово, Поповское.
По данным переписи в 2002 году постоянного населения не было.
В деревне расположен памятник архитектуры дом И. А. Окунева.